# Hydrozincite
L'hydrozincite, aussi appelé zinconise, est un hydrocarbonate de zinc, couleur blanc à gris. Utilisation comme minerai de zinc.
Découvert en 1853 à  Bleiberg, Carinthie (Autriche).